# Церковь Василия на Горке (Псков)
Храм святителя Василия Великого на Горке — православный храм во Пскове, на Васильевской горке в Среднем городе. Памятник архитектуры XV—XVI веков.
Главный престол освящён во имя Василия Великого.

## Устройство
Храм имеет три апсиды и ступенчатые арки. Апсиды церкви и барабан завершают тройные орнаментальные фризы, типичные для большинства псковских храмов того времени. Орнаменты фризов состоят из мотивов новгородского происхождения, расположенных тройными лентами, что выдаёт московское влияние. Храм — четырёхстолпный, с повышенными подпружными арками, имеет основной и два боковых придела (северный и южный). Первоначально его основной объём был покрыт позакомарно, позднее появилось четырёхскатное покрытие.

## История

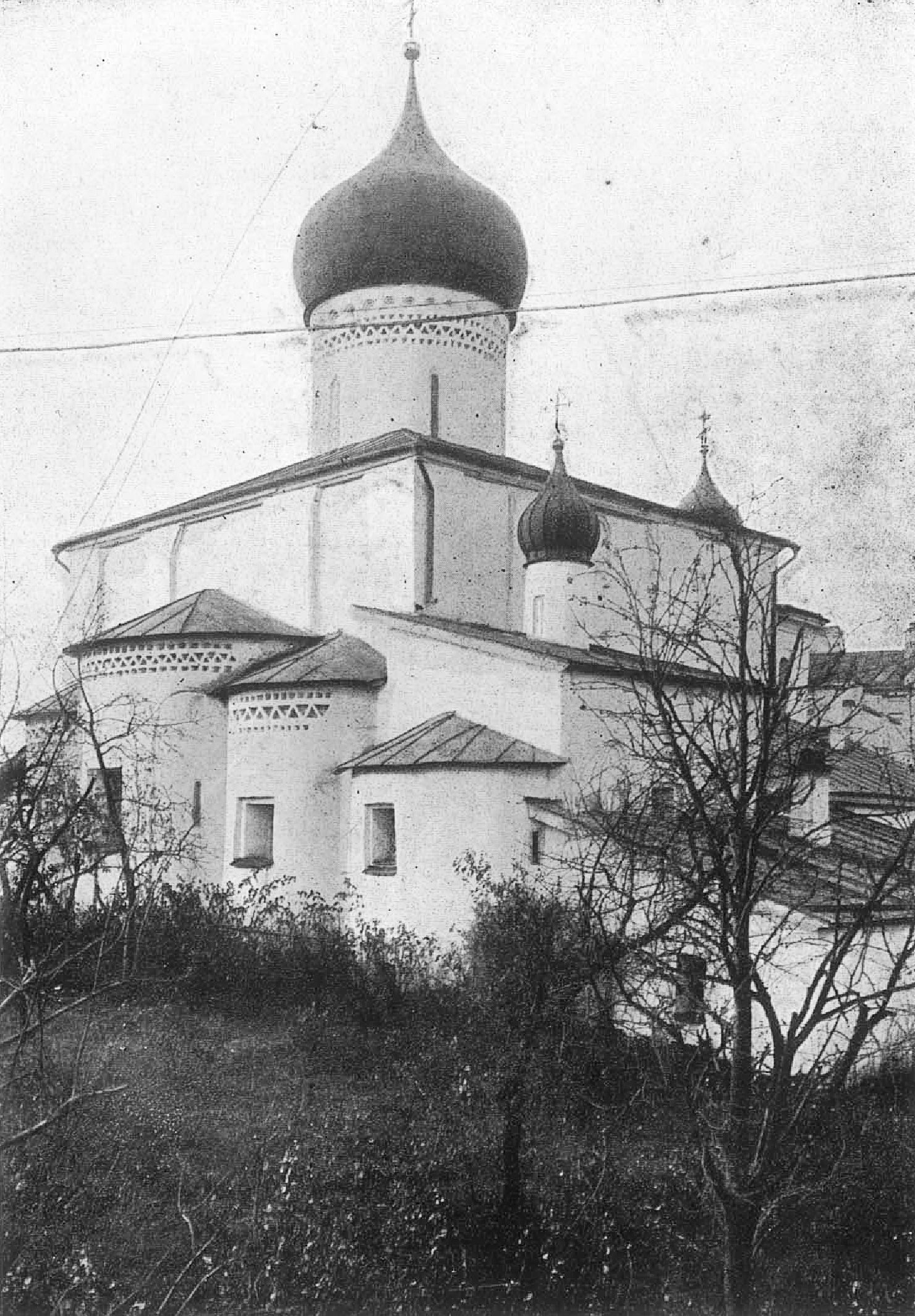
Фотография начала XX века

Первый, деревянный, храм на месте нынешнего был сооружён в XIV веке на холме, возвышающемся в болотистой местности, перед ручьём Зрачкой (ныне засыпан). В 1375 году по берегу ручья была сооружена стена Среднего города и напротив церкви возведена Васильевская башня, над которой была устроена звонница, где находился так называемый сполошный колокол, поднимавший весь город в случае тревоги.
В 1377 году храм был расписан.
В 1413 году на месте деревянной церкви был возведён каменный храм. Конец XV века и XVI век — время расцвета, когда к храму были пристроены приделы и галерея. В начале XVI века была написана чтимая храмовая Тихвинская икона Божией Матери.
С конца XVII века для храма, как и для всего Пскова, начались времена упадка. В середине XVIII века звонница церкви была перестроена в колокольню, которая сохранилась до нашего времени. В 1786 году храм святителя Василия с Горки (ввиду малочисленности прихода) был приписан к находящейся поблизости церкви Николы со Усохи. К началу 30-х годов XIX века церковь сильно обветшала, северный придел обрушился, был утрачен старинный иконостас и резной клирос.
В середине XIX века был произведён ремонт, изменивший древний облик здания, к концу столетия церковь была приписана к Крыпецкому монастырю и стала его подворьем, которое единожды в году посещал крестный ход, а всё остальное время церковь пустовала.
В 1921 году власть закрыла церковь для богослужений и превратила её в склад.
В 1941 году, когда Пскова был оккупирован фашистскими войсками, церковь передали для богослужений общине старообрядцев Поморского согласия.
В 1944 году северная часть храма была повреждена бомбой.
Вторично храм закрыли для богослужений в 1947 году. После проведения ремонтно-реставрационных работ в нём разместили документы областного архива.

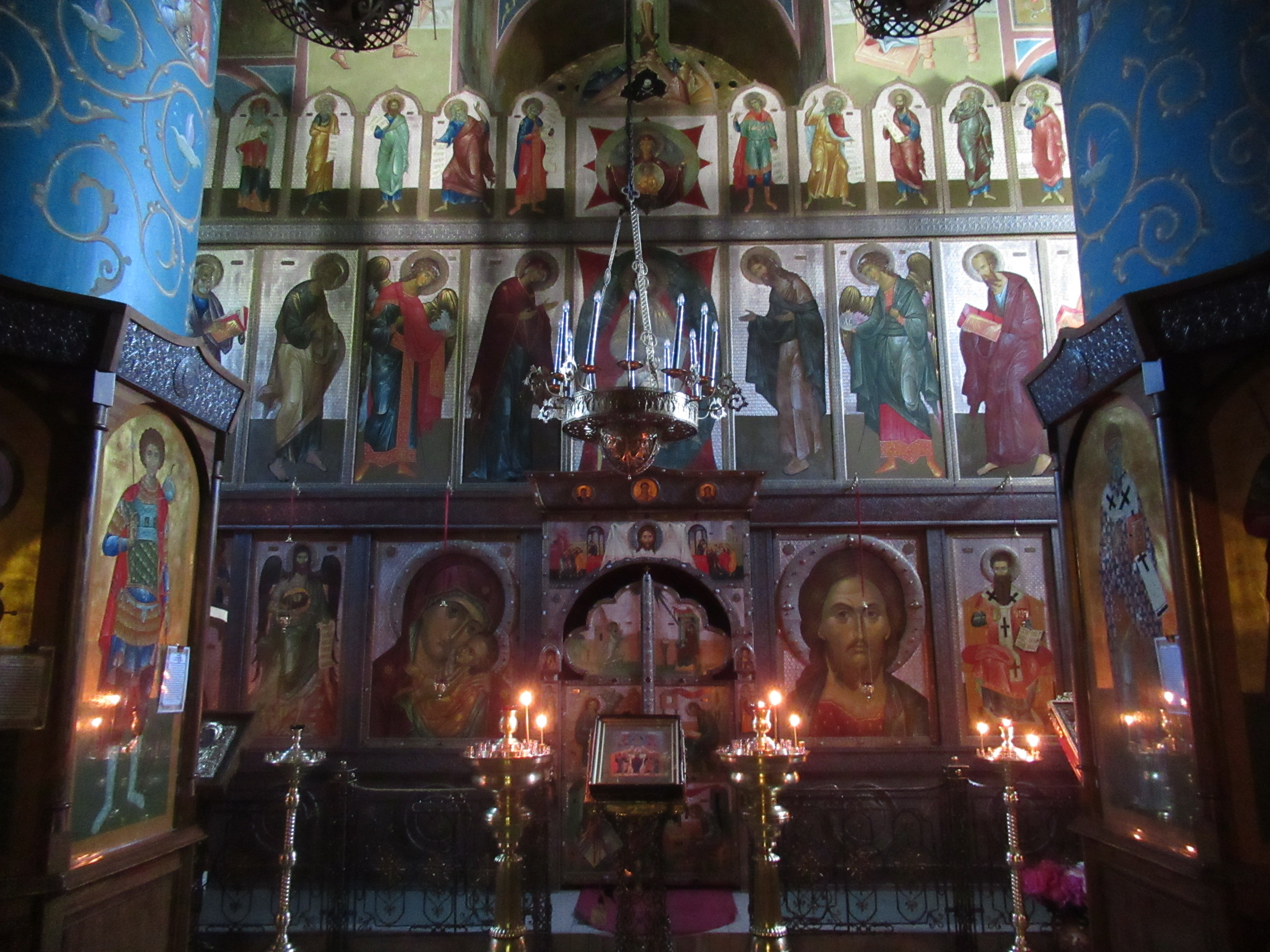
Иконостас храма

В 2003 году храм передали общине Русской православной церкви. Проведены ремонтно-реставрационные работы в ходе подготовки к празднованию 1100-летия упоминания Пскова в летописи. Были запланированы масштабная реставрация первоначального облика церкви, восстановление позакомарного покрытия, возобновление приделов святителя Алексея и святого Иоанна. 3 декабря 2003 года состоялось первое богослужение.
8 февраля 2007 года архиепископ Евсевий освятил девять новых колоколов (на самом большом, весом 530 кг, отлиты иконы святителя Василия Великого, апостола Андрея, святителя Николая и страстотерпца Бориса). В 2008 году утверждён проект реставрации (архитектор В. А. Попов). В 2009 году на реставрацию объектов культурного наследия в Псковской области из федерального бюджета по федеральной целевой программе «Культура России (2006—2011 годы)» выделили более 44 млн рублей, из них на ремонт и реставрацию церкви Василия на Горке — 5 млн рублей. В 2009—2010 годах воссоздано позакомарное покрытие четверика, главка и многоскатное покрытие северного придела.
Настоятель храма — протоиерей Андрей Большанин.

## Правовое положение
Решением 43-й сессии комитета всемирного наследия ЮНЕСКО 7 июля 2019 года внесена в список всемирного наследия ЮНЕСКО (в списке храмов псковской архитектурной школы).